# Liste des ducs d'Albe de Tormes
Pour les articles homonymes, voir Duc d'Albe.

Blason des ducs d'Albe de Tormes

Blason des Fitz-James Stuart, ducs d'Albe de Tormes

Les ducs d'Alba de Tormes, vieille aristocratie de Castille depuis 1429 :
1. García Álvarez de Toledo y Carrillo (1424-1488)
2. Fadrique Álvarez de Toledo (1460-1531), fils du précédent
3. Fernando Álvarez de Toledo y Pimentel (1507-1582), petit-fils du précédent
4. Fadrique Álvarez de Toledo y Enríquez de Guzmán (1537-1583), fils du précédent
5. Antonio Álvarez de Toledo y Beaumont (es) (1568-1639), petit-fils de Fernando Álvarez de Toledo y Pimentel
6. Fernando Álvarez de Toledo y Mendoza (es) (1595-1667), fils du précédent
7. Antonio Álvarez de Toledo y Enríquez de Ribera (es) (1615-1690), fils du précédent
8. Antonio Álvarez de Toledo y Fernández de Velasco (es) (1627-1701), fils du précédent
9. Antonio Álvarez de Toledo y Guzmán (es) (1669-1711), fils du précédent
10. Francisco Álvarez de Toledo y Silva (es) (1662-1739), oncle du précédent
11. María Teresa Álvarez de Toledo y Haro (es) (1691-1755), fille du précédent
12. Fernando de Silva y Álvarez de Toledo (1714-1776), fils de la précédente
13. María Cayetana de Silva y Álvarez de Toledo (1762-1802), petite-fille du précédent
14. Carlos Miguel Fitz-James Stuart (en) (1794-1835), fils de Jacques Philippe et arrière-arrière-petit-fils de María Teresa Álvarez de Toledo
15. Jacobo Fitz-James Stuart (en) (1821-1881), fils du précédent
16. Carlos María Fitz-James Stuart y Portocarrero (en) (1849-1901), fils du précédent
17. Jacobo Fitz-James Stuart y Falcó (1878-1953), fils du précédent
18. Cayetana Fitz-James Stuart y de Silva (1926-2014), fille du précédent
19. Carlos Fitz-James Stuart y Martínez de Irujo (Madrid, 2 octobre 1948), fils de la précédente